# Anua magica
Anua magica är en fjärilsart som beskrevs av Jacob Hübner 1827. Anua magica ingår i släktet Anua och familjen nattflyn. Inga underarter finns listade i Catalogue of Life.